# Coenosia dilatitarsis
Coenosia dilatitarsis este o specie de muște din genul Coenosia, familia Muscidae, descrisă de Stein în anul 1907. Conform Catalogue of Life specia Coenosia dilatitarsis nu are subspecii cunoscute.